# Kristin Davis
Kristin Landen Davis (uneori și Kristin Lee Davis; n. 23 februarie 1965, Boulder, Colorado, SUA)  este o actriță și producătoare americană. A devenit cunoscută pentru rolul lui Charlotte York Goldenblatt⁠(d) în serialul de comedie romantică HBO Totul despre sex (1998–2004). A fost nominalizată la premiile Emmy și Globurile de Aur în 2004 pentru rolul său și l-a reinterpretat atât în filmele Totul despre sex (2008) și Totul despre sex 2⁠(d) (2010), cât și în serialul spin-off And Just Like That...⁠(d) (2021-prezent).
În 1995, a obținut rolul lui Brooke Armstrong în telenovela Melrose Place (1995–1996). A jucat în filme precum Blănosul⁠(d) (2006), Crăciun cu scântei (2006), Vacanță All Inclusive⁠(d) (2009), Călătoria 2: Insula misterioasă (2012) și Crăciun în sălbăticie (2019). Davis și-a făcut debutul pe Broadway în piesa de teatru The Best Man⁠(d) în 2012, iar pe West End în producția originală Fatal Attraction⁠(d) în 2014.

## Biografie
Davis s-a născut în Boulder, Colorado. A fost singurul copil al familiei, iar părinții săi au divorțat la scurt timp după nașterea sa. A fost adoptată de tatăl ei vitreg, profesorul Keith Davis, după ce s-a căsătorit cu mama sa Dorothy în 1968. Are trei surori vitrege din prima căsătorie a tatălui ei. În copilărie, familia s-a mutat în Columbia, Carolina de Sud, unde tatăl său preda psihologie la Universitatea din Carolina de Sud⁠(d).
Davis și-a dorit să devină actriță încă de la vârsta de 9 ani, după ce a primit un rol în piesa de teatru Albă ca Zăpada și cei șapte pitici. A locuit în Carolina de Sud până la absolvirea Liceului A.C. Flora⁠(d) în 1983. După încheierea studiilor, aceasta s-a mutat în New Jersey și a urmat cursurile Universității Rutgers. A absolvit Mason Gross School of the Arts de⁠(d) cu o diplomă în actorie în 1987.

## Cariera

### Televiziune
După încheierea studiilor universitare, Davis s-a mutat în New York și a lucrat ca ospătar înainte de a înființa un studio de yoga împreună cu un prieten. În 1991, a apărut în câteva episoade din telenovela General Hospital. Ulterior, a avut roluri episodice în Dr. Quinn, Medicine Woman, Spitalul de urgență și în câteva filme de televiziune. Marele său succes a venit în 1995, odată cu rolul personajului negativ Brooke Armstrong Campbell în telenovela Melrose Place. Un an mai târziu, producătorii au decis să-i elimine personajul și a părăsit proiectul. În anul următor, Davis a apărut în două episoade din Seinfeld.
În 1998, Davis a primit rolul lui Charlotte York în serialul de comedie romantică HBO Totul despre sex și a interpretat-o până la încheierea serialului în 2004. În 1999, împreună cu celelalte membru ale distribuției, a primit premiul Women in Film Crystal⁠(d). A fost nominalizată pentru un Primetime Emmy⁠(d) la categoria cea mai bună actriță în rol secundar într-un serial de comedie pentru rolul din Totul despre sex și la Globul de Aur pentru cea mai bună actriță în rol secundar - serial, miniserie sau film de televiziune. În aceeași perioadă, Davis a apărut în episodul „The One with Ross’s Library Book” al serialului Prieteni tăi și în episodul „Will & Grace & Vince & Nadine” al serialului Will & Grace. A jucat alături de Rob Lowe în miniseria Atomic Train⁠(d) și în filme de televiziune precum Blacktop (2000), Trei zile (2001) și Anotimpul victoriei⁠(d) (2004).
Davis a fost gazda emisiunii VH1 200 Greatest Pop Culture Icons în 2003. În 2005, a jucat într-un pilot de televiziune intitulat Soccer Moms. A interpretat rolul domnișoarei Spider în serialul de televiziune animat Miss Spider's Sunny Patch Friends⁠(d) și a fost judecător invitat în emisiunea Lifetime Project Runway⁠(d).
În 2012, Davis a jucat și produs filmul de televiziune Lifetime Of Two Minds⁠(d). În 2014, a revenit la serialele de televiziune cu un rol principal în sitcomul CBS Bad Teacher⁠(d). În 2016, a jucat în filmul Hallmark Channel A Heavenly Christmas. În 2020, a găzduit serialul Labor of Love.

## Filmografie

### Filme
| An   | Titlu                                          | Rol                        | Note                                                                             |
| ---- | ---------------------------------------------- | -------------------------- | -------------------------------------------------------------------------------- |
| 1987 | Doom Asylum                                    | Jane                       |                                                                                  |
| 1995 | Nine Months                                    | Tennis Attendant           |                                                                                  |
| 1995 | Alien Nation: Body and Soul                    | Karina Tivoli              |                                                                                  |
| 1998 | Traveling Companion                            | Annie                      |                                                                                  |
| 1998 | Sour Grapes                                    | Riggs                      |                                                                                  |
| 1999 | Atomic Train                                   | Megan Seger                |                                                                                  |
| 2005 | The Adventures of Sharkboy and Lavagirl in 3-D | Max's Mom                  |                                                                                  |
| 2006 | The Shaggy Dog                                 | Rebecca Douglas            |                                                                                  |
| 2006 | Deck the Halls                                 | Kelly Finch                |                                                                                  |
| 2008 | Sex and the City                               | Charlotte York Goldenblatt |                                                                                  |
| 2009 | Couples Retreat                                | Lucy Tippaglio             |                                                                                  |
| 2010 | Sex and the City 2                             | Charlotte York Goldenblatt | Premiul ShoWest Ensemble Nominalizată - People's Choice Awards For Favorite Cast |
| 2011 | Jack and Jill                                  | Delilah                    |                                                                                  |
| 2012 | Journey 2: The Mysterious Island               | Elizabeth Anderson         |                                                                                  |
| 2019 | Holiday in the Wild                            | Kate Conrad                | Producător                                                                       |
| 2021 | Deadly Illusions                               | Mary Morrison              | Producător                                                                       |
| TBA  | Cash Out                                       | TBA                        | Post-producție                                                                   |

### Televiziune
| An        | Titlu                               | Rol                        | Note |
| --------- | ----------------------------------- | -------------------------- | --- |
| 1991      | General Hospital                    | Betsy Chilson, R.N.        | 23 de episoade |
| 1991      | N.Y.P.D. Mounted                    | Young Lady                 | Film de televiziune |
| 1992      | Mann & Machine                      | Cathy                      | Episodul: "Billion Dollar Baby" |
| 1993      | The Larry Sanders Show              | Bri                        | Episodul: "The Breakdown: Part II" |
| 1994      | Dr. Quinn, Medicine Woman           | Carey McGee                | Episodul: "Thanksgiving" |
| 1995      | ER                                  | Leslie                     | Episodul: "Luck of the Draw" |
| 1995–1996 | Melrose Place                       | Brooke Armstrong           | 32 de episoade, rol secundar (sezonul 3), rol principal (sezonul 4) |
| 1996      | The Ultimate Lie                    | Claire McGrath             | Film de televiziune |
| 1997      | The Single Guy                      | Leslie                     | Episodul: "Johnny Hollywood" |
| 1997      | A Deadly Vision                     | Babette Watson             | Film de televiziune |
| 1997      | Seinfeld                            | Jenna                      | Episoadele: "The Pothole" / "The Butter Shave" |
| 1998–2004 | Sex and the City                    | Charlotte York Goldenblatt | 94 de episoade Premiul Women in Film Lucy (alături de ceilalți membri ai distribuției) Screen Actors Guild Award for Outstanding Performance by an Ensemble in a Comedy Series (2001, 2003) Nominalizată – Screen Actors Guild Award for Outstanding Performance by an Ensemble in a Comedy Series (2004) Nominalizată – Golden Globe Award for Best Supporting Actress – Series, Miniseries or Television Film (2004) Nominalizată – Primetime Emmy Award for Outstanding Supporting Actress in a Comedy Series (2004) Nominalizată – American Comedy Award for Funniest Supporting Female Performer in a TV Series (2000) |
| 2000      | Friends                             | Erin                       | Episodul: "The One with Ross' Library Book" |
| 2000      | Sex and the Matrix                  | Charlotte York MacDougal   | Scurtmetraj parodie |
| 2000      | Take Me Home: The John Denver Story | Annie Denver               | Film de televiziune |
| 2000      | Blacktop                            | Sylvia                     | Film de televiziune |
| 2001      | Someone to Love                     | Lorraine                   | Film de televiziune |
| 2001      | Three Days                          | Beth Farmer                | Film de televiziune |
| 2004      | Will & Grace                        | Nadine                     | Episodul: "Will & Grace & Vince & Nadine" |
| 2004      | The Winning Season                  | Mandy                      | Film de televiziune |
| 2004–2008 | Miss Spider's Sunny Patch Friends   | Miss Spider                | 35 de episoade (Rol de voce) |
| 2005      | Soccer Moms                         | Brooke                     | Film de televiziune |
| 2012      | Of Two Minds                        | Billie Clark               | Film de televiziune; producător Nominalizată — Women's Image Network Award for Best Actress in a Made for Television Movie |
| 2014      | Bad Teacher                         | Ginny Taylor-Clapp         | 13 episoade |
| 2016      | A Heavenly Christmas                | Eve                        | Film de televiziune |
| 2020      | Labor of Love                       | Kristin Davis              | Gazdă |
| 2021–2025 | And Just Like That...               | Charlotte York Goldenblatt | 10 episoade, producător executiv |

### Teatru
| An   | Titlu            | Rol            | Teatru                    |
| ---- | ---------------- | -------------- | ------------------------- |
| 2012 | The Best Man     | Mabel Cantwell | Gerald Schoenfeld Theatre |
| 2014 | Fatal Attraction | Beth Gallagher | Theatre Royal Haymarket   |